# Acanthopagrus chinshira
Acanthopagrus chinshira е вид лъчеперка от семейство Sparidae. Видът е почти застрашен от изчезване.

## Разпространение
Разпространен е в Провинции в КНР, Тайван, Хонконг и Япония.

## Описание
На дължина достигат до 20,4 cm.